# Åse Refsgård
Åse Refsgård (* 20. Jahrhundert) ist eine ehemalige dänische Fußballnationalspielerin.

## Karriere
Refsgård debütierte in der dänischen Frauen-Nationalmannschaft am 27. Juli 1974 bei der Nordischen Meisterschaft 1974 gegen die Auswahl Schwedens. Sie wurde in dem Spiel für Susanne Niemann eingewechselt. Für Refsgård war dies das einzige Länderspiel. Auf Vereinsebene spielte sie unter anderen für Stoholm IF.